# Afremus madgei
Afremus madgei es una especie de coleóptero de la familia Anthicidae.

## Distribución geográfica
Habita en Zimbabue.